# Rosenheim Sommerfestival
Das Rosenheim Sommerfestival ist ein Open-Air-Festival, das jährlich im Juli in Rosenheim in Oberbayern veranstaltet wird. Lokale, nationale und internationale Künstler aus unterschiedlichen Genres sorgen für ein abwechslungsreiches Programm. An einzelnen Tagen (z. B. dem „Familientag“) ist zudem der Eintritt frei. Dabei gibt es kein durchgängiges Programm über einen zusammenhängenden Zeitraum, vielmehr kann für jeden Tag auch einzeln eine Karte erworben werden. Campingmöglichkeiten sind nicht vorhanden.
Der Festivalpass berechtigt zum Eintritt an allen Tagen und ist offiziell übertragbar.

## Geschichte
Im Jahr 2011 wurde auf dem Gelände „Mangfallpark Süd“ der Landesgartenschau 2010 zum ersten Mal das Rosenheim Sommerfestival durchgeführt. Das Motto lautete damals „Innspiration am Fluss“. Zuvor war während der Gartenschau an dieser Stelle bereits eine Bühne für das kulturelle Programm installiert, die aber nicht dauerhaft stehen bleiben konnte. Da die Besucher und die Stadt Rosenheim aber von dem Standort als Veranstaltungsort begeistert waren, wurde das Sommerfestival ins Leben gerufen. Es ging über neun Tage, vier davon waren mit kostenlosem Eintritt. Für Kinder bis 10 Jahre war der Eintritt generell frei. Der Festivalpass für alle kostenpflichtigen Veranstaltungen war für 50 € erhältlich.
Ein Jahr später wurde das Programm bereits mit mehr bekannteren Künstlern aufgewertet. Die geplante Band Foreigner musste jedoch aufgrund einer Erkrankung die Tournee absagen. Als Ersatz konnte Roger Hodgson von Supertramp gewonnen werden. Der Festivalpass verteuerte sich auf 70 €. 2013 wurde der verpasste Auftritt dann nachgeholt. Das Programm war darüber hinaus von bayerischer und irischer Musik bis zu Pop und Soul bunt gemischt. Die meisten Konzerte waren im vorderen Bereich bestuhlt, das Mitbringen von Stühlen und Picknickdecken erlaubt.
Für 2014 konnte als Headliner die Band Unheilig gewonnen werden. Das übrige Programm war wieder komplett gemischt von bayerischer Musik über Rock bis hin zu italienischer Musik durch Umberto Tozzi. Der Festivalpass wurde in diesem Jahr zum ersten Mal für die Zeit bis Ende März günstiger angeboten (85 €) als danach (95 €).
Im Jahr 2015 machte das Programm dann einen gewaltigen Sprung im Bekanntheitsgrad der Interpreten (Andreas Bourani, Reinhard Fendrich, Die Fantastischen Vier, Gregor Meyle …). Dies hatte zur Folge, dass keine Bestuhlung mehr aufgebaut wurde und auch das Mitbringen von Sitzgelegenheiten und Decken nicht mehr erlaubt war. Der Festivalpass stieg dadurch erneut im Preis auf 95 € bis Ende März und 110 € danach. Über 90 % der Karten wurden bereits zum vergünstigten Preis gekauft. Auch in den Besucherzahlen machte sich ein Sprung auf 50.000 Personen bemerkbar.
Für das Jahr 2016 waren die Festivalpässe zum ersten Mal bereits zum Vorzugspreis (99 €) im Dezember der Vorjahres ausverkauft. Zum regulären Preis von 120 € ab März 2016 gelangten keine Karten mehr in den Verkauf. Einzeltickts waren noch verfügbar, aufgrund der teils internationalen Stars aber ebenfalls teilweise schnell ausverkauft. Da bei den ausverkauften Konzerten die maximale Personenzahl überschritten worden wäre, konnten zum ersten Mal keine Kinder mehr kostenlos auf das Gelände mitgenommen werden. In den darauffolgenden Jahren wurde diese Einschränkung aus Sicherheitsgründen auch nicht mehr gelockert.
Mit 55.000 Besuchern konnte 2017 die Besucherzahl der Vorjahres nicht ganz erreicht werden, dennoch war die Veranstaltung ein großer Erfolg für die Region Rosenheim. Der Auftritt der Söhne Mannheims war aufgrund der Teilnahme von Xavier Naidoo sehr umstritten und wurde von einer Demonstration begleitet. Die befürchteten Probleme blieben aber aufgrund der sehr kleinen Teilnehmerzahl aus. Mit Roland Kaiser konnte auch erstmals ein bekannter Schlagerstar verpflichtet werden, mit ZZ Top kam zudem eine bekannte Rockbands aus den USA auf die Bühne an der Mangfall. Für die Festivalpässe wurde nur noch ein Verkaufspreis angesetzt. Alle Pässe waren innerhalb von wenigen Stunden vergriffen.
2018 kehrten die Fantastischen Vier ein zweites Mal nach Rosenheim zurück, nachdem es der Band drei Jahre zuvor außergewöhnlich gut gefallen hatte.
Mit dem Auftritt der österreichischen Band Wanda wurde neben den anderen relativen „Mainstream“-Auftritten ein außergewöhnlicher Act gewonnen. Da 3 der Tage komplett ausverkauft waren (Fanta4, Sting/Shaggy, Wanda) und auch die anderen Tage mit gutem Wetter viele Besucher angelockt haben, konnte der Besucherrekord aus dem Jahr 2016 wieder erreicht werden.

## Bisherige Termine und Mitwirkende

### 2011
- 16. Juli 2011 Feiern mit ANTENNE BAYERN (freier Eintritt)
- 17. Juli 2011 „Tag des Wassers“ (Drachenbootrennen, Wasserski-Show, freier Eintritt)
- 19. Juli 2011 „Venezianische Opernnacht“
- 20. Juli 2011 Mathias Kellner und Stefan Dettl
- 21. Juli 2011 Christina Stürmer
- 22. Juli 2011 „The magic of Queen“ (Vorband Blues Blosn), Feuerwerk
- 23. Juli 2011 „QUERBEET durch die regionale Kulturszene“ (freier Eintritt)
- 24. Juli 2011 Volksmusikfrühschoppen mit Bayern 1 (freier Eintritt), Nockalm Quintett
- 28. Juli 2011 Open Air Kino „Wer früher stirbt, ist länger tot“ (freier Eintritt)

### 2012
- 13. Juli 2012 Die Cuba Boarischen (Vorband: Chris Columbus)[12]
- 14. Juli 2012 Haindling (Vorband: ESBRASSIVO)
- 15. Juli 2012 Familientag (freier Eintritt)
- 18. Juli 2012 „Sommernachtstraum“, Opernnacht mit Solisten und dem Orchester von Gut Immling
- 19. Juli 2012 Roger Hodgson (Vorband Smart Alec)
- 20. Juli 2012 dIRE sTRATS (Tribute Band, Vorband Lampferding Social Club), Musikfeuerwerk
- 21. Juli 2012 „Rosenheimer Kultnacht“: Bananafishbones, Django 3000, Bayern 3 Moderator Matuschke (Matthias Matuschik)
- 22. Juli 2012 „Tag der Region“ (freier Eintritt)

### 2013
- 12. Juli 2013 Münchener Freiheit (Vorband MarieMarie)
- 13. Juli 2013 Claudia Koreck (Vorband Stefanie Heinzmann)
- 14. Juli 2013 Familientag (freier Eintritt)
- 17. Juli 2013 Stadtkapelle Rosenheim (freier Eintritt) & Musikfeuerwerk
- 18. Juli 2013 Foreigner (Vorband VAIT)
- 19. Juli 2013 Irische Nacht mit Cellarfolks und Fiddler’s Green
- 20. Juli 2013 Pink Floyd Show UK (Vorband Jimmy Roggers and Band)
- 21. Juli 2013 „Die neue bayerische Welle“ – Jodelfisch und die Blassportgruppe (Vorband Donikkl)

### 2014
- 11. Juli 2014 Die Cuba Boarischen
- 12. Juli 2014 Umberto Tozzi
- 13. Juli 2014 Die Springer danach Fußball public viewing.
- 14. Juli 2014 Jugendblaskapelle und Stadtkapelle, dann Musikkino (freier Eintritt)
- 15. Juli 2014 Just Duty Free, dann Musikkino (freier Eintritt)
- 16. Juli 2014 Bürgermeista & Moop Mama
- 17. Juli 2014 Quadro Nuevo und Harmonic Brass
- 18. Juli 2014 Sixtie Beats, Helter Skelter, Musikfeuerwerk
- 19. Juli 2014 Unheilig (Vorbands Staukind und FAQ)

### 2015
- 10. Juli 2015 Rainhard Fendrich (Vorband Esbrassivo)
- 11. Juli 2015 Andreas Bourani (Vorband Madeline Juno)
- 15. Juli 2015 Pippo Pollina (Vorband Lampferding Social Club)
- 16. Juli 2015 Die Fantastischen Vier
- 17. Juli 2015 Manfred Mann’s Earth Band und The Hooters
- 18. Juli 2015 Gregor Meyle, Musikfeuerwerk

### 2016
Trotz schlechten Wetters wurde ein neuer Besucherrekord erzielt.
Die Termine waren:
- 14. Juli 2016 Uriah Heep, Sweet
- 15. Juli 2016 Rea Garvey (Vorband Seven)
- 16. Juli 2016 Django 3000 (Vorband Dicht & Ergreifend)
- 20. Juli 2016 Glasperlenspiel, Philipp Dittberner
- 21. Juli 2016 CRO (Vorband VONA)
- 22. Juli 2016 Schmidbauer & Kälberer, (geplantes Musikfeuerwerk ausgefallen)

### 2017
- 14. Juli 2017 Mark Forster
- 15. Juli 2017 Roland Kaiser
- 19. Juli 2017 Michael Patrick Kelly (Vorband Max Giesinger)
- 20. Juli 2017 Söhne Mannheims (Vorband Henning Wehland)
- 21. Juli 2017 Milow (Vorband Kelvin Jones)
- 22. Juli 2017 ZZ Top (Vorband Red Devils)

### 2018
- 13. Juli 2018 Die Fantastischen Vier (Vorband DJ Thomilla)
- 14. Juli 2018 Sting & Shaggy (gemeinsamer Auftritt, Vorband James Walsh)
- 18. Juli 2018 Gentleman (Vorband LOTTE)
- 19. Juli 2018 Johannes Oerding (Vorbands Tom Gregory & Emanuel Reiter), Musikfeuerwerk
- 20. Juli 2018 Sarah Connor (Vorband Nico Santos)
- 21. Juli 2018 Wanda (Vorband Shame)

An einem der beiden kostenlosen Tage fand das Sommerfest des Radiosenders Antenne Bayern statt. Hier kehrte als Gaststar unter anderem Max Giesinger nach seinem Auftritt im letzten Jahr auf die Bühne im Mangfallpark zurück.
Die begrenzt verfügbaren Festivalpässe waren innerhalb kürzester Zeit (wenige Stunden) ausverkauft.

### 2019
- 12. Juli 2019 Nazareth, Sweet, Uriah Heep (Vorband Das Kubinat)
- 13. Juli 2019 Howard Carpendale, Ben Zucker
- 17. Juli 2019 Wincent Weiss (Vorband Michael Schulte)
- 18. Juli 2019 Namika + LEA
- 19. Juli 2019 Scorpions (Vorband Beyond the Black)
- 20. Juli 2019 Quadro Nuevo & Salzburger Philharmoniker

Die Festivalpässe waren wieder einmal im Vorverkauf Ende November innerhalb von wenigen Stunden ausverkauft.

### 2020
Laut Veranstalter sollten 2020 auftreten:
- 10. Juli 2020 Keller Steff Big Band, Django 3000, Spider Murphy Gang
- 11. Juli 2020 Deep Purple
- 15. Juli 2020 James Blunt
- 16. Juli 2020 Lena, Álvaro Soler
- 17. Juli 2020 Nena
- 18. Juli 2020 Silbermond

Im Jubiläumsjahr (10 Jahre) waren die Festivalpässe im Dezember wieder einmal sofort vergriffen, obwohl diesmal noch nicht alle Künstler zum Verkaufszeitpunkt veröffentlicht waren. Der letzte Auftritt (Silbermond) wurde erst am 8. Februar 2020 bekannt gemacht. Die Einzelkarten zum Konzert von Deep Purple waren als erstes bereits im Januar ebenfalls ausverkauft. Die Veranstaltungsreihe musste aber auf Grund der COVID-19-Pandemie in Deutschland abgesagt werden.

### 2021
Ursprünglich geplante Künstler (8. Juli – 17. Juli 2021):
- Deep Purple (aus Vorjahr)
- Silbermond (aus Vorjahr)
- Lena, Álvaro Soler (aus Vorjahr)
- Nena (aus Vorjahr)
- Hubert von Goisern
- Dicht & Ergreifend
- Marianne Rosenberg
- Ross Antony
- Thomas Anders
- The BossHoss

Für das Festival 2021 wurde schon beim Kartenvorverkauf die Option einer Verschiebung auf 2022 bekannt gegeben, die Karten würden dann automatisch ihre Gültigkeit behalten. Erstmals seit vielen Jahren waren auch im Februar noch Festivalpässe verfügbar. Anfang März wurde dann aufgrund der weiter anhaltenden COVID-19-Pandemie in Deutschland die Absage für 2021 veröffentlicht.
Deep Purple, Nena, Hubert von Goisern und The Bosshoss werden ins Programm des Folgejahrs übernommen.

### 2022
Das Festival wurde mit etwas geändertem Lineup zur Ankündigung des Vorjahres trotz auflaufender Covid-19-Welle geplant und so dann auch durchgeführt:
- 15. Juli 2022 The BossHoss (Vorbands The Last Bandoleros und „Eagle And The Men“)
- 16. Juli 2022 Clueso (Vorband Martin Hübner (DJ))
- 18. Juli 2022 James Blunt (Vorband AVEC)
- 20. Juli 2022 Tim Bendzko (Vorband Jonas Monar)
- 21. Juli 2022 Deep Purple (Vorband Circus Electric)
- 22. Juli 2022 Hubert von Goisern (Vorband Folkshilfe)
- 23. Juli 2022 Dicht & Ergreifend (Vorband Kaffkiez)

### 2023
Auch 2023 gab es ein Festival mit sechs Konzerten in Rosenheim. Nachdem vorher schon einzelne Künstler und Bands veröffentlicht wurden, folgten am 18. November 2022 die restlichen Teilnehmer. Zum ersten Mal waren neben den Einzeltickets auch die Festivalpässe nur online erhältlich.
Erstmalig in der Geschichte des Festivals waren eine Woche vor Beginn alle Festivalpässe und alle Einzelkarten aller Konzerte ausverkauft.
- 14. Juli 2023 Sportfreunde Stiller (Vorband Granada)
- 15. Juli 2023 Wanda (Vorband Oimara)
- 19. Juli 2023 Simply Red (Vorband ClockClock)
- 20. Juli 2023 Roland Kaiser (Vorband Saskia Leppin)
- 21. Juli 2023 OneRepublic (Vorbands Mishaal und Tom Gregory)
- 22. Juli 2023 Zucchero (Vorband Matteo Bocelli)

### 2024
Der Ansturm auf die Festivalpässe war für das Festival 2024 enorm, nach nur einer Stunde waren alle 5.000 Pässe vergriffen. Wie auch das Jahr zuvor waren diese nur online erhältlich, wurden aber als Papiertickets ausgegeben.
In diesem Festivaljahr waren unter anderem sowohl wiederkehrende Sängerinnen und Sänger dabei (Stefanie Heinzmann und Wincent Weiss) als auch Nachholtermine aus dem Zeitraum der Covid-Pandemie (Nena und Silbermond). Die Künstler waren:
- 12. Juli 2024 Ronan Keating (Vorband Kamrad)
- 13. Juli 2024 David Garrett (Vorband Malik Harris)
- 17. Juli 2024 Bonnie Tyler und Nena
- 18. Juli 2024 Wincent Weiss (Vorband Leony)
- 19. Juli 2024 Silbermond (Vorband Stefanie Heinzmann)
- 20. Juli 2024 Dieter Thomas Kuhn & Band

### 2025
Für die nun als "Sommerfestival Rosenheim" beworbene Veranstaltungen sind folgende Künstler angekündigt:
- 11. Juli 2025: Anastacia (Vorband ACROBVT)
- 13. Juli 2025: DIKKA (Zusatzkonzert für Kinder, nicht im Festivalpass enthalten)
- 15. Juli 2025: Jan Delay & Disko No. 1 (Vorband DAS BO und Schmiddlfinga)
- 16. Juli 2025: Santana (Vorband Toby Beard)
- 17. Juli 2025: Roy Bianco & Abbrunzati Boys (Vorband Cordoba78)
- 18. Juli 2025: Gianna Nannini (Vorband MIU)
- 19. Juli 2025: Álvaro Soler und Nico Santos

Erstmalig wurden die Festivalpässe nicht nur ausschließlich online verkauft, sondern zudem als digitale Tickets ausgestellt. Sie können nun ausgedruckt oder als 2D-Code in digitalen Geräten vorgezeigt werden. Papiertickets wurden nicht mehr gedruckt/versendet.